# Филето (Кјети)
Филето (итал. Filetto) је насеље у Италији у округу Кјети, региону Абруцо.
Према процени из 2011. у насељу је живело 537 становника. Насеље се налази на надморској висини од 427 м.

## Становништво
Према резултатима пописа становништва 2011. у општини је живело 1.026 становника.
| 1931. | 1936. | 1951. | 1961. | 1971. | 1981. | 1991. | 2001. | 2011. |
| ----- | ----- | ----- | ----- | ----- | ----- | ----- | ----- | ----- |
| 2.160 | 2.198 | 2.095 | 1.664 | 1.367 | 1.331 | 1.224 | 1.119 | 1.026 |